# Азарова Світлана Анатоліївна
Світла́на Анато́ліївна Аза́рова (9 січня 1976, м. Ізмаїл Одеської області) — українська, нідерландська композиторка.

## Біографія
В 1996 році закінчила музично-педагогічний факультет Південноукраїнського державного педагогічного університету імені К. Д. Ушинського, а в 2000 році — Одеську консерваторію по класу композиції К. Цепколенко. Навчалась на майстер-курсах в Чехії (1996, 1997). У 2006 р. закінчила Амстердамську консерваторію (клас композиції, проф. Тео Лювенді).
Член НСКУ, GENECO, GEMA.

## Міжнародні фестивалі та проекти
11 вересня 2020 р. у Варшавській філармонії було виконано твір Світлани Азарової «Поза контекстом» («Beyond context»).
- Musica Viva (Мюнхен, Німеччина 2007)
- Spring festival (Гаага, Нідерланди 2007)
- Nederlandse Muziekdagen (Утрехт, Нідерланди 2007)
- Київ — Музик-фест (Україна, 2005, 2006)
- Avantgarde Tirol (Тіроль, Австрія, 2005)
- Dresdner Tage der zeitgenössischen Muzik (Дрезден, Німеччина, 2004)
- Форум творчої молоді (Київ, Україна, 2002)
- Міжнародний фестиваль сучасного мистецтва «Два дні й дві ночі нової музики» Одеса, Україна, 2001—2003, 2005, 2006, 2009, 2011)
- Міжнародний форум молодих композиторів (Київ, Україна, 2001, 2003, 2005)
- Неформальна зустріч європейських композиторів (Баку, Азербайджан, 2000; Краків, Польща, 2001)
- На порозі XXI сторіччя (Нижній Новгород, Росія, 1999)

- Композиторська резиденція: Czech Music Information Centre (Прага) та Klangspuren (Австрія 2008)
- Композиторська резиденція Visby International Centre for Composers (Готланд, Швеція, 2007)
- За проектом Гулівер/Gulliver фундації Фелікса Мерітіса/ Felix Meritis отримала грант на відвідання Міжнародного фестивалю Музичний Тиждень Гаудеамус / Gaudeamus Music Week та роботу у бібліотеці Центру Сучасної музики фундації Гаудеамус / Gaudeamus Foundation Contemporary Music Center (Амстердам, Нідерланди, 2005)
- Була нагороджена грантом KulturKontakt для участі у 9й Міжнародній Академії з Нової Композиції та аудіо-мистецтва Avantgarde Tirol (професор Богуслав Шаффер та Др. Річард Буланже (Сіфельд, Тіроль, Австрія, 2005)
- Учасниця міжнародного проекту «pass_ПОРТ», який здійснив Дрезденський Центр Сучасної Музики /DZzM (зараз Європейський Центр Мистецтв) у рамках Міжнародного фестивалю Дрезденські Дні сучасної музики / Dresdner Tage der zeitgenössischen Music (Дрезден, Німеччина, 2003—2007)
- Стипендіатка Програми Gaude Polonia Міністерства Культури Польської Республіки при Варшавські Академії Музики ім. Фредеріка Шопена, професор Марчін Блажевіч (Варшава, Польща, 2003)
- Відвідувала майстер-класи, що проводили Фарадж Караєв та Кшиштоф Мейер (Баку, Азербайджан, 2000)
- Брала участь у міжнародних літніх майстер-курсах у таких відомих композиторів, як Марек Копелент, Поль Мефано, Жан-Ів Бюссер, Зиґмунт Краузе (Чехія, 1996 та 1997)

## Творчість
- 1999 — «Покарана любов'ю» (рос. Наказана любовью) — вокальний цикл на вірші Л. Олійник;
- 1999 — Соната-диптих для кларнета і фортепіано;
- 1999 — Симфонічна поема (для великого симфонічного оркестру);
- 1999 — «Діаграма» (для 5-ти віолончелей);
- 2000 — «Хронометр» (для фортепіано);
- 2001 — «І томб повільно …» (для туби соло);
- 2002 — «Крижана самотність» (2-х віолончелей);
- 2002 — «… для тебе немає альтернативи?» (для флейти, фортепіано, скрипки та контрабаса);
- 2002 — «Профіль часу» (для флейти, кларнета, фортепіано, скрипки та віолончелі);
- 2003 — Симфонія «Солодка Лана» (англ. Lana Sweet)(для великого оркестру);
- 2003 — «Захід — Схід» (для флейти, кларнета, перкусій, фортепіано, акордеона та віолончелі);
- 2004 — «Перекричати, переступити та йти далі» (для бас кларнету);
- 2004 — «Азіопа» (для флейти, кларнета, перкусій, фортепіано та віолончелі);
- 2005 — «Готель Шарлотта» (для струнного квартету);
- 2005 — «Поринання» (для скрипки та фортепіано);
- 2005 — «Ранковий еспресо скрипаля» (для скрипки соло);
- 2006 — «Згуки жовтої планети»;
- 2006 — «Зразкові громадяни» (для віолончелі та фортепіано);
- 2006 — «Валентинин блюз» (фортепіано);
- 2007 — «Трояборг» (для соло кларнета);
- 2007 — «Прянощї»(сопрано, бас кларнета, труби, перкусії, фортепіано, скрипки та віолончелі);
- 2007 — Ун кортадо пара Мішель (Un cortado para Michel) (борочної флейти (траверсо), саунтреку та електроніки);
- 2007 — «Стримана поспішність» (для духового квінтету);
- 2007 — «Вівторками» (для флейти, дудука, кларнета, перкусій, гануна, скрипки, альта, віолончелі та контрабаса на вірш Д. Хармса);
- 2008 — «Поза контекстом» (для камерного оркестру) — твір написаний на замовлення Польського Інституту у Києві;
- 2008 — «Од такої тоски…» (вокальний твір для хору, духових та двох ударників на слова Оксани Забужко)
- 2010 — «Pure thoughts transfixed» (для симфонія великого симфонічного оркестру)
- 2011 — «Впасти в небо» (для альта соло)
- 2011 — «Mover of the Earth, Stopper of the Sun» (для великого оркестру (увертюра) присвячена Микола́ю Копе́рнику)
- 2013 —Concerto Grosso — для скрипки, альта та струнного оркестру
- 2014 — симфонія «Сто тридцять один ангстрем»[4]
- 2015—2016 — опера «Момо» (про дитину, яка повернула людям вкрадений час. Створено на замовлення Королівської датської опери).
- 2019 —"Hoc Vinces!" — для симфонічного оркестру